# Cerbalus
Cerbalus is een geslacht van spinnen uit de  familie van de Sparassidae (jachtkrabspinnen).

## Soorten
- Cerbalus alegranzaensis Wunderlich, 1992
- Cerbalus aravaensis Levy, 2007
- Cerbalus ergensis Jäger, 2000
- Cerbalus negebensis Levy, 1989
- Cerbalus pellitus Kritscher, 1960
- Cerbalus psammodes Levy, 1989
- Cerbalus pulcherrimus (Simon, 1880)
- Cerbalus verneaui (Simon, 1889)